# Ammaia

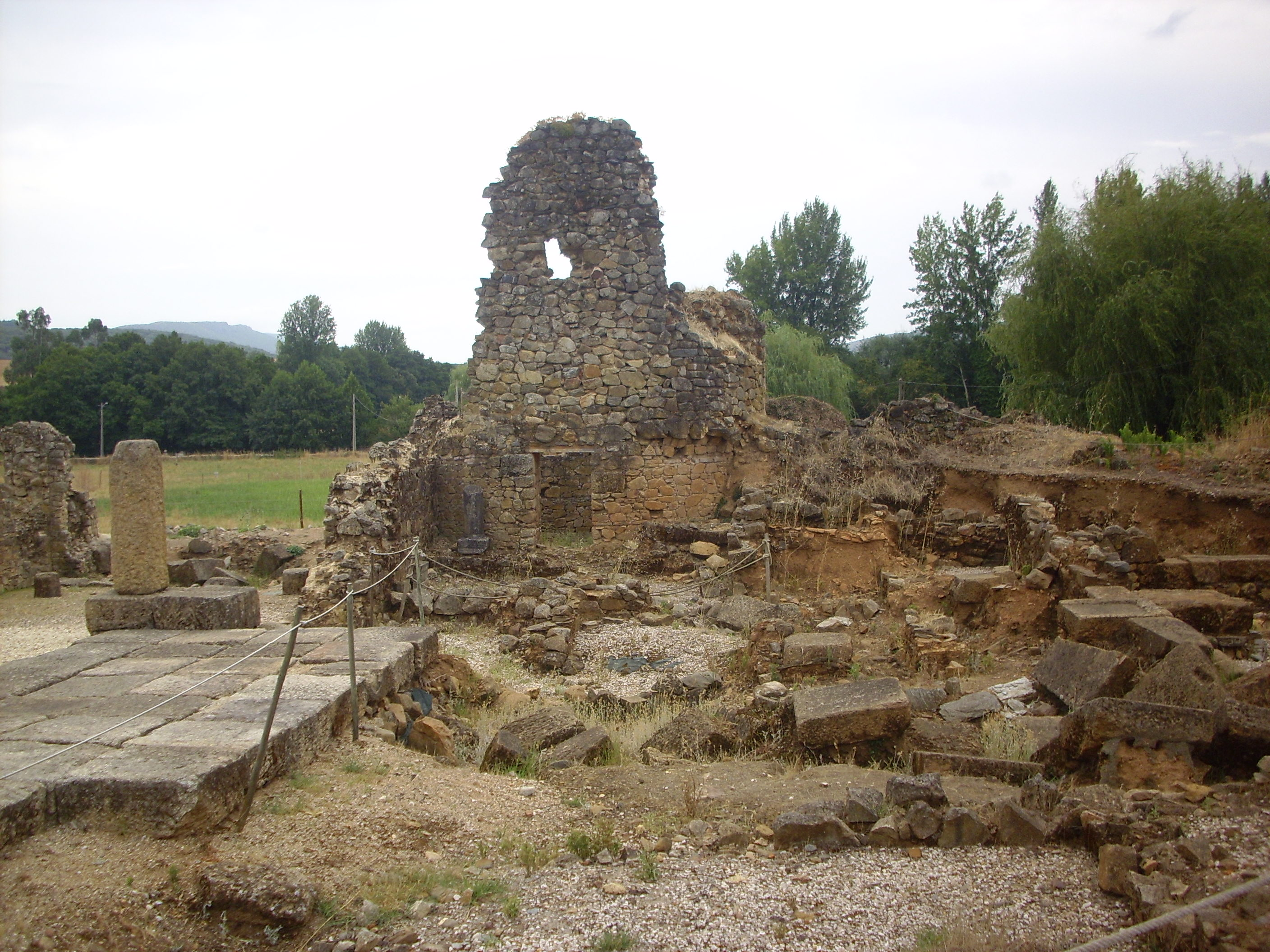
Uma das torres no portal sul da Ammaia

Ammaia, ou Cidade romana de Ammaia, no Alentejo, localiza-se na freguesia de São Salvador da Aramenha, município de Marvão, distrito de Portalegre, em Portugal.
Trata-se das ruínas de uma antiga cidade romana situada num vale, hoje no coração do Parque Natural da Serra de São Mamede. Em sua época, "Ammaia", na província romana da Lusitânia, possuía um território administrativo que englobava uma grande parte do atual distrito de Portalegre e que se estendia também para território hoje espanhol. 
Identificada e estudada a partir de meados da década de 1930, as suas ruínas encontram-se classificadas como Monumento Nacional desde 1949.

## História
A povoação foi fundada provavelmente nos finais do século I a.C., ao tempo de Augusto, e obteve o estatuto de "Civitas" durante o reinado de Cláudio. A florescente cidade em breve receberia o estatuto de município ("terminus ante quem") sob o reinado de Lúcio Vero - mais provavelmente durante a época de Vespasiano -, e viria a desenvolver-se como um importante núcleo urbano devido à sua localização e à exploração dos recursos minerais e naturais da região, como o quartzo e o ouro. Um outro fator determinante terá sido a sua localização num ponto de cruzamento de vias romanas que uniam importantes núcleos urbanos na altura, ligando uma dessas vias a de "Ammaia" à capital da província, "Emerita Augusta" (atual Mérida).

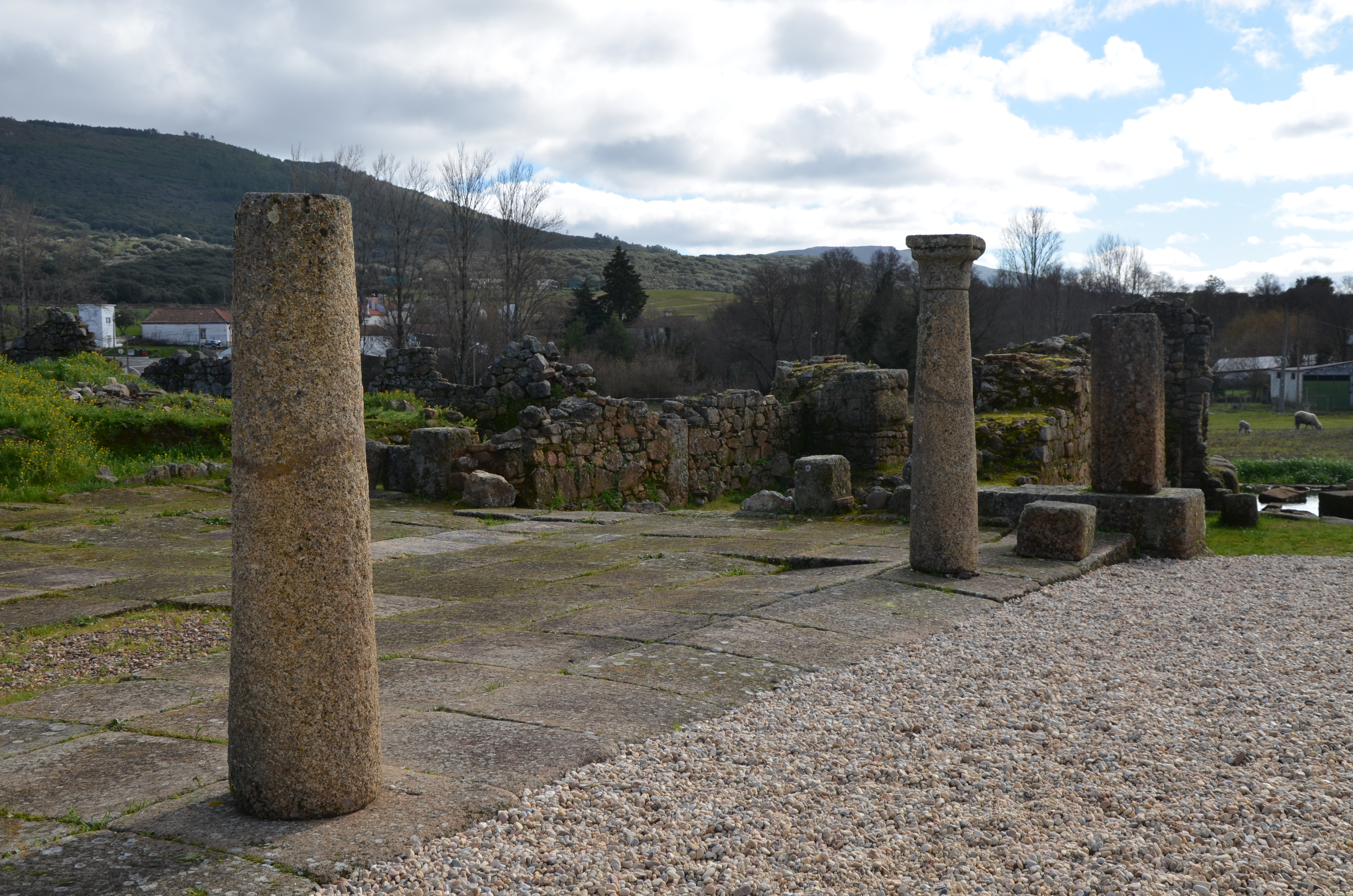
O fórum da cidade de Ammaia, a praça da cidade

Durante o século IV, houve uma reconstrução e restauração dos espaços de Ammaia sistemática. No entanto, entre os séculos V e IX, Ammaia caiu em declínio e ficou despovoada. Quando esta parte da península ibérica já estava sob o domínio árabe, a cidade parece ter sido completamente abandonado em favor do assentamento próximo fortificada de Marvão. Ibne Maruane, um Muladi influente e poderoso começou a usar o título de estilo próprio de capitão de Ammaia e suas ruínas no século IX.
Em 1398, há uma referência a um moinho ao longo da Ribeira de Sever, de propriedade de Diogo Gonçalves, morador de Marvão.
Por volta do início do século XVI, há referências ao uso de materiais a partir das ruínas de Ammaia construíram projetos religiosos em Portalegre e comunidades vizinhas. Por volta de 1619, Diogo Pereira de Sotto Maior indicou que a ponte da Portagem ainda era visível durante uma caminhada, observando: "... onde ainda parece uma base de que o rio não poderia indevida foi derrubado e destruído pela ganância, a. dizer, que roubou os direitos dos bens que passam ao reino de Castela. Em seu lugar, foi construído um outro muito abaixo do mesmo rio (Sever), que é uma torre que está abaixo da cidade (de Ammaia), que foi chamado Portagem. Lá uso residem os guardas do reino, que executou os direitos do Rei ".
Em 1710, um dos portões foram extraídos para o Castelo de Vide, e, posteriormente, destruídas. Investigador espanhol D. José de Viu (em 1852) citou a venda de 20 estatutos de Ammaia para a Inglaterra.
A identificação arqueológico e histórico do sítio como a cidade romana de Ammaia data de meados dos anos trinta (1935). Foi Leite de Vasconcelos que primeiro provaram que o sítio romano era a cidade de Ammaia, e não Medóbriga, como foi pré-suposto por André de Resende. Ele foi convocado pela primeira vez como Medóbriga por Plínio, por autores árabes, como Isa Ibne Amade ar-Razi e por vários escritores e historiadores durante o século XVI, incluindo André de Resende, Padre Amador Arrais, Diogo Pereira de Sotto Maior e Duarte Nunes de Leão.
Em 26 de abril de 1982, a antiga ponte de Ammaia, finalmente entrou em colapso. Parte da estrada romana, e referida como a Ponte Velha (Ponte Velha), foi situado a uma grande distância a partir das ruínas principais (quatro quilômetros). Foi um arco único, construído de alvenaria e cantaria romana.

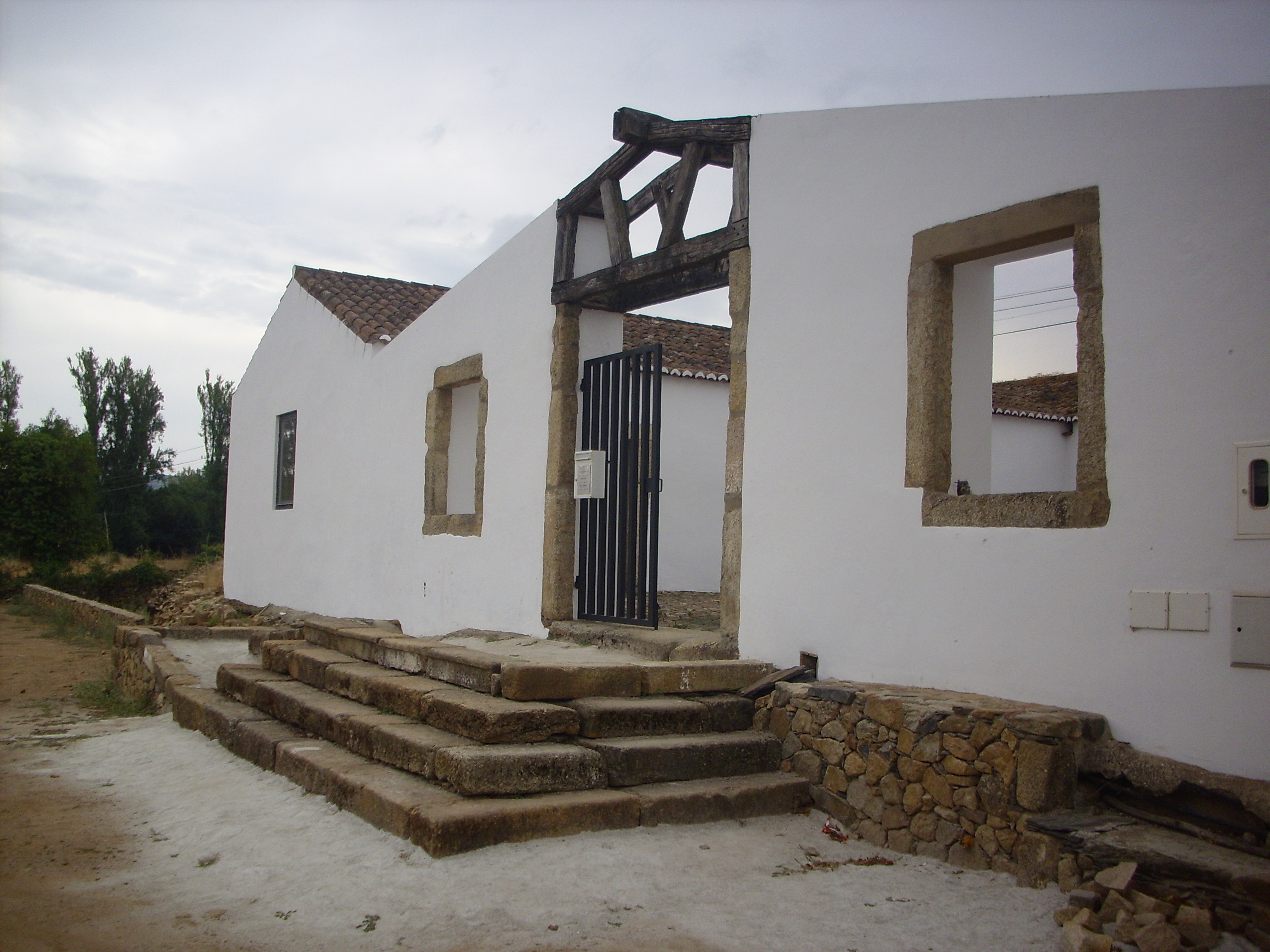
O centro de visitantes / museu com alguns exemplos dos artefatos no sítio arqueológico

O início das investigações arqueológicas das ruínas romanas começou em 1994, e foi seguido por projetos semelhantes em 1995 e 1996, sob a Fundação Cidade de Ammaia; houve um levantamento topográfico e escavações foram realizadas em quatro locais, que também envolvidos limpeza , estudando e conservação: a Porta do Arco, Fórum e Templo, Quinta do edifício Deão e os banhos do Fórum. Desde 2007, a supervisão da investigação científica foi tratado pela Universidade de Évora. O sítio da Ammaia foi escolhido como "laboratório aberto" do projeto financiado Europeia Radio-Past, e agora é utilizado como teste -sítio para a integração e inovação em abordagens não-destrutivos para sítios arqueológicos complexos (artefatos de superfície coleções, levantamento geofísico e arqueológico-geo, de sensoriamento remoto e fotografia aérea).

## Investigação arqueológica
Em 1994 tiveram início as primeiras escavações arqueológicas sistemáticas. A partir de 1997, os trabalhos de estudo, escavação e conservação passaram a ser organizados pela Fundação Cidade de Ammaia. Desta instituição fazem parte diversas entidades, das quais se destacam o Município de Marvão e a Universidade de Évora. A Universidade de Évora tem a seu cargo desde o início a coordenação científica do projeto. Todas as escavações arqueológicas efetuadas até ao presente momento foram realizadas em locais onde algumas ruínas visíveis indicavam a presença de construções do período romano e possivelmente de períodos mais tardios. Estas estruturas arqueológicas consistem principalmente em partes da muralha da antiga cidade romana, com torres e uma porta na zona sul, exibindo vestígios de áreas residenciais, uma praça monumental pavimentada e uma importante via, o Cardo Maximus, que seguia em direção à zona central da cidade, à área do Forum. Existem ainda as ruínas de uma área habitacional que se encontra parcialmente encoberta pelo atual edifício do Museu, antiga habitação da Quinta do Deão. Também se podem ver in loco os vestígios de umas termas públicas e do fórum, este último com uma localização central seguindo os cânones da arquitetura clássica, com o podium de um templo ainda parcialmente preservado e as paredes de um criptopórtico e de um pórtico que circundava a área do templo, para além de outros vestígios deste importante edifício romano.
As investigações arqueológicas dos últimos dez anos demonstram que a cidade se encontrava já intensamente povoada durante o reinado de Augusto (fim do século I a.C./início do século I d.C.). Nos séculos II e III d.C., Ammaia era uma cidade próspera. O seu declínio teve início provavelmente durante o século V. No século IX, altura em que esta região da Península Ibérica esteve sob domínio árabe, a cidade parece ter sido utilizada por ibne Maruane, mas rapidamente abandonada em favor de Marvão, povoação que teve origem neste período conturbado da história da região.
Graças ao recente levantamento geofísico, é hoje possível reconstituir a planta da cidade, dotada de um traçado regular organizado ao longo dos dois eixos perpendiculares, o Cardo e o Decumanus Maximus que ligam o Forum às portas principais da muralha, nomeadamente à zona da Porta Sul. A muralha da cidade envolve uma área sensivelmente quadrangular, com cerca de vinte hectares. Vários outros edifícios e espaços existentes na área extra-muros, tais como necrópoles e vias de acesso, constituem a área suburbana.
Na Quinta do Deão existe um Museu de Sítio onde os achados mais interessantes de Ammaia se encontram expostos.
O sítio de Ammaia foi escolhido como ‘laboratório aberto’ pelo projeto Radio-Past (www.radiopast.eu), projeto financiado pela União Europeia, e presentemente utilizado como local de experimentação para a inovação e integração de abordagens não-destrutivas em sítios arqueológicos complexos (prospeção de superfície, levantamentos geofísicos e geoarqueológicos, deteção remota e fotografia aérea...).
Em 2019 foi encontrado um anfiteatro em Ammaia com 60 metros de largura.